# Johann Friedrich Baumann (Politiker)
Johann Friedrich Baumann (* 18. Mai 1775 in Amlishagen; † 28. März 1833) war ein württembergischer Verwaltungsbeamter und Politiker.

## Leben
Baumann war von Beruf Kommunrechnungsrevisor. 1819 gehörte er als Abgeordneter des Oberamts Crailsheim der Ständeversammlung an. 1826 wurde Baumann Amtsnotar in Creglingen.